# وزارت نیروی زمینی امپراتوری ژاپن
وزارت ارتش ژاپن (به ژاپنی: 陸軍省, Rikugun-shō) عضوی از هیئت دولت در امپراتوری ژاپن بود که مسئولیت امور اداری نیروی زمینی امپراتوری ژاپن (IJN) را از سال ۱۸۷۲ تا ۱۹۴۵ برعهده داشت.